# ドゥン

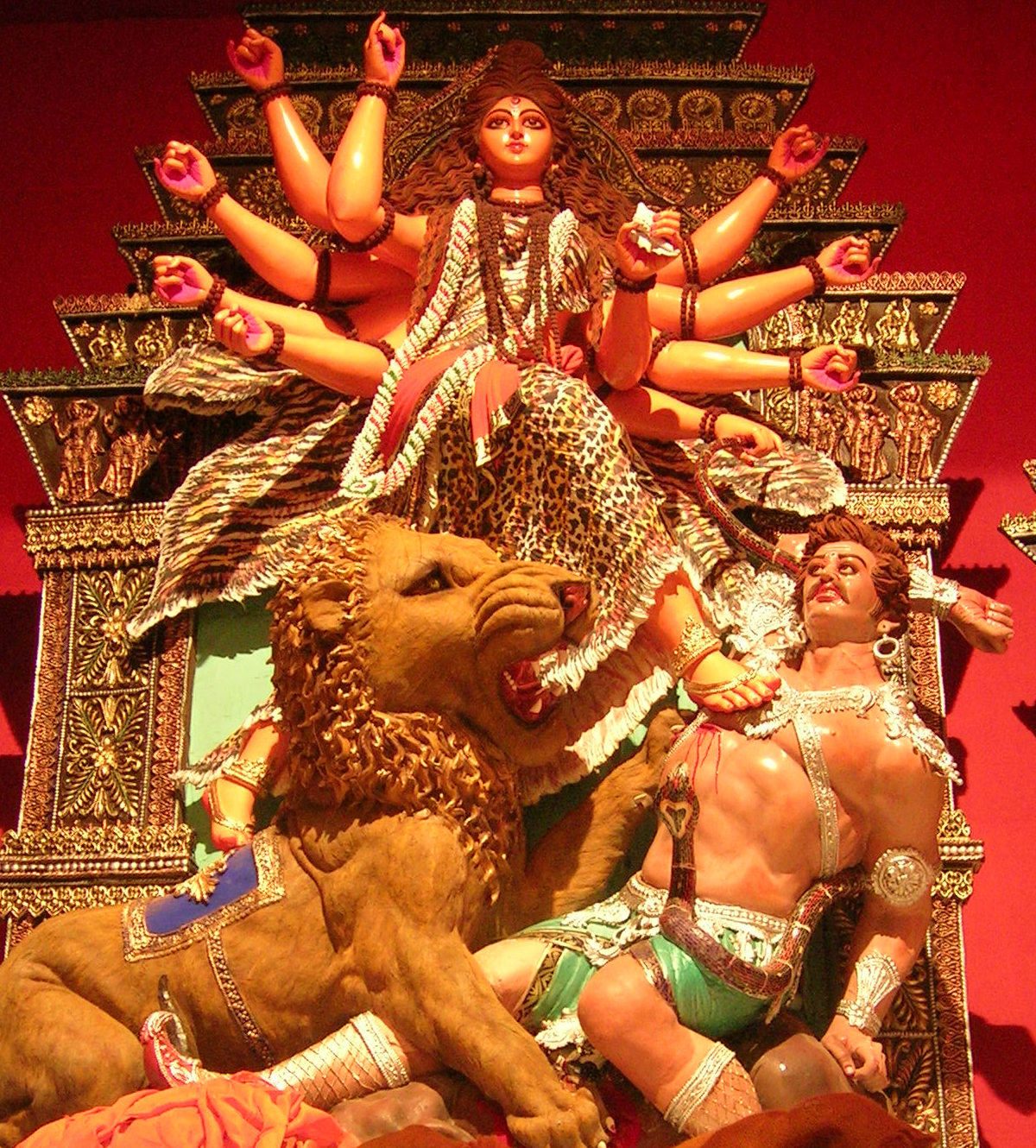
ドゥルガーと共にマヒシャを倒すドゥン

ドゥン(Dawon)は、ヒンドゥー教に伝わる虎もしくはライオン。ドゥルガーの乗り物とされる。
ドゥルガーがアスラ族の王マヒシャを討伐する際に数々の武器や乗り物を神々から授けられた。その中の乗り物がドゥンであり、ドゥルガーと共にマヒシャと戦ったとされる。

ドゥンのギャラリー
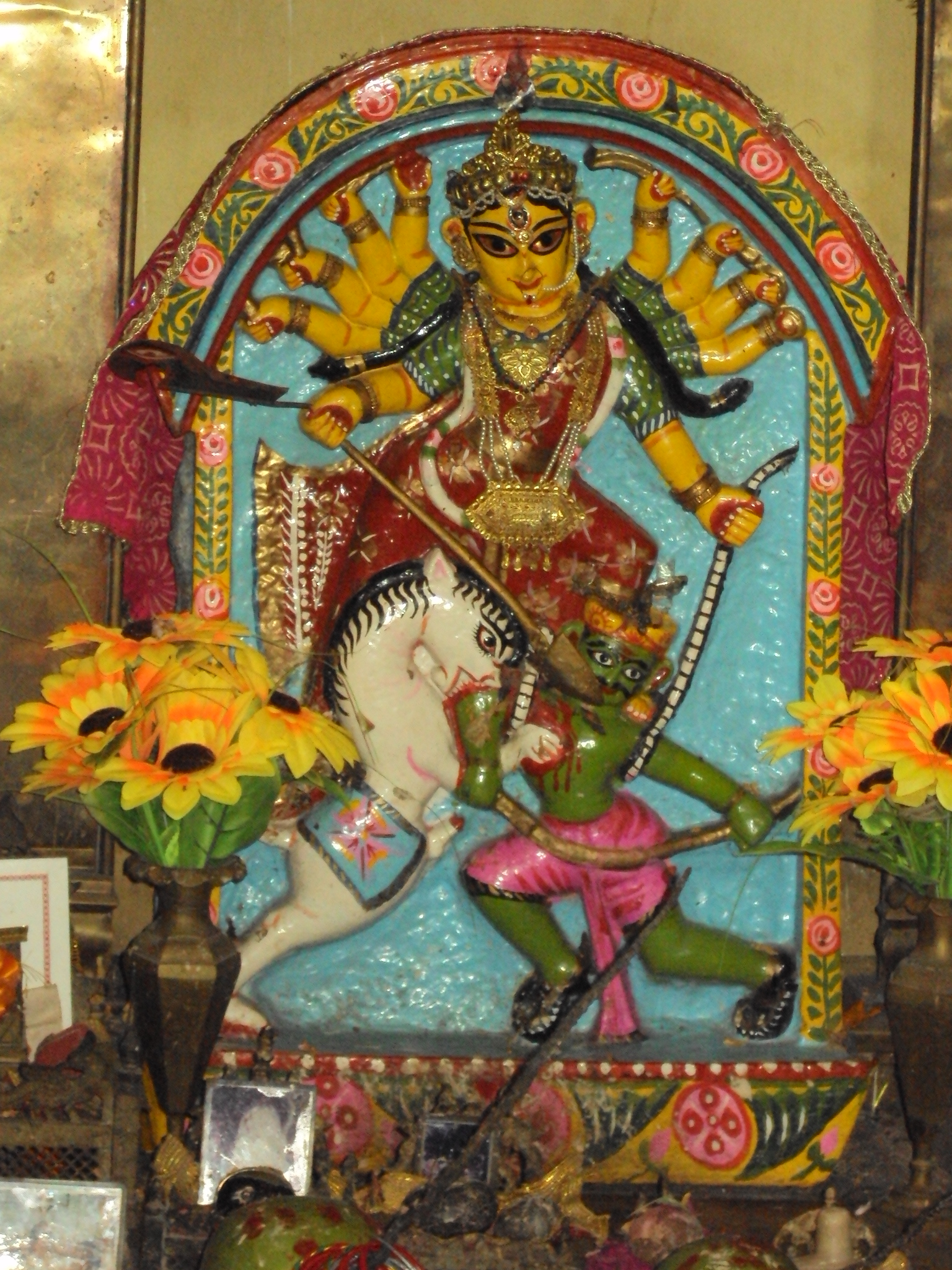
木像
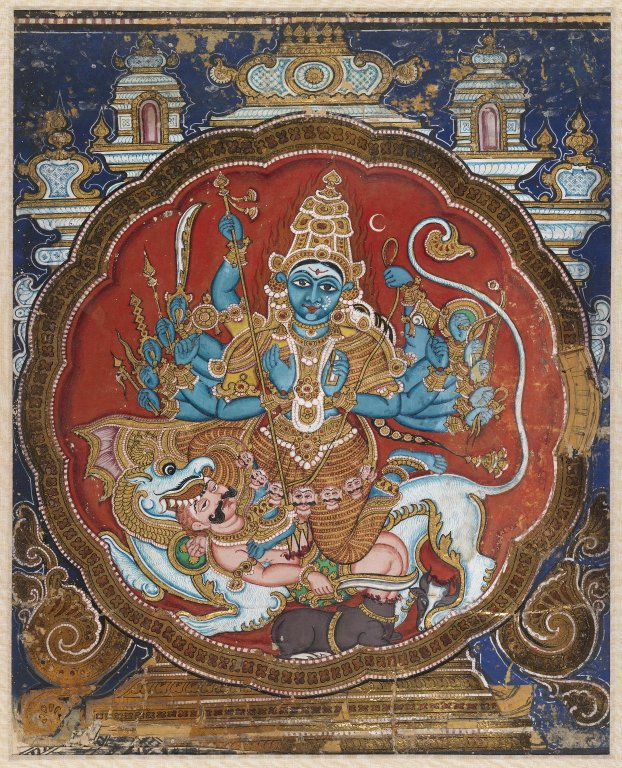
ブルックリン美術館の絵画
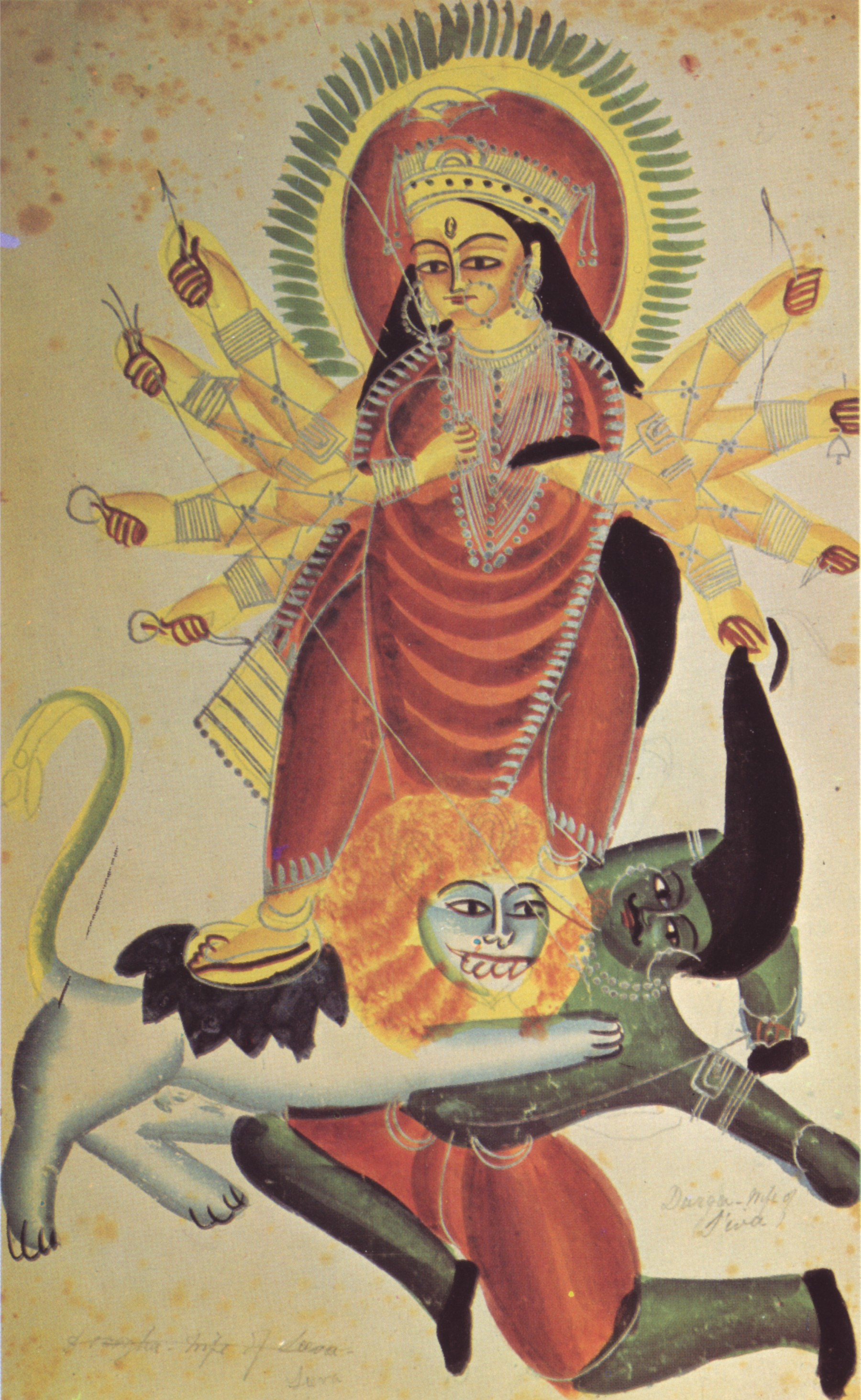
1880年の絵画